# Ernst Burgbacher

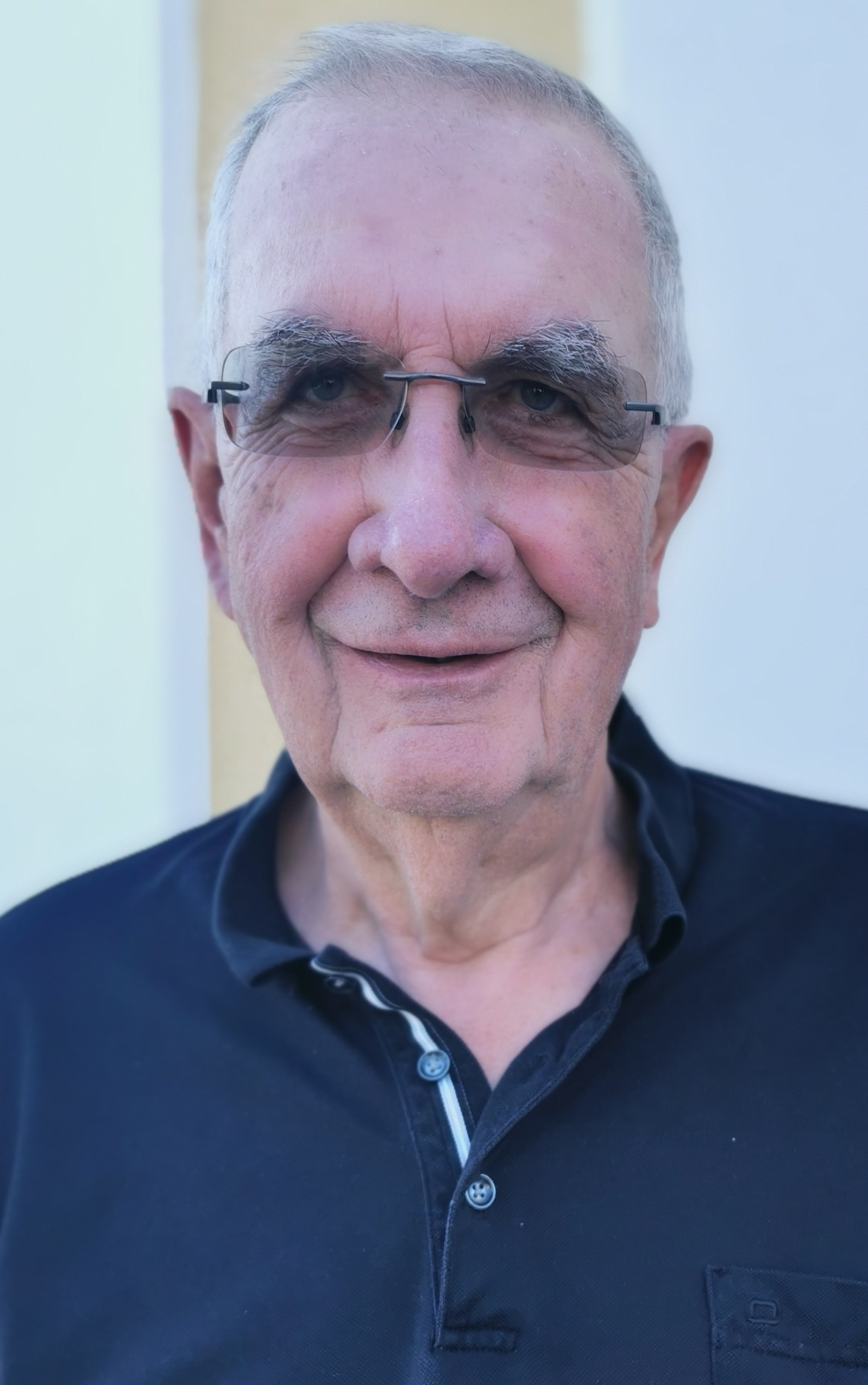
Ernst Burgbacher (2023)

Ernst Burgbacher (* 28. Mai 1949 in Trossingen) ist ein deutscher Politiker (FDP).
Er war von 2002 bis 2009 Parlamentarischer Geschäftsführer der FDP-Bundestagsfraktion.
Von 2009 bis 2013 war er parlamentarischer Staatssekretär beim Bundesminister für Wirtschaft und Technologie und Mitglied im Kabinett Merkel II. Ernst Burgbacher war ferner seit dem 9. Dezember 2009 bis Dezember 2013 Beauftragter der Bundesregierung für Mittelstand und Tourismus.

## Leben

### Ausbildung und Beruf
Nach dem Abitur 1968 in Trossingen absolvierte Burgbacher ein Studium der Mathematik und der Politikwissenschaft in Tübingen und Freiburg im Breisgau, welches er 1974 mit dem ersten und 1975 mit dem zweiten Staatsexamen für das Höhere Lehramt beendete. Seitdem war Burgbacher als Lehrer für Gemeinschaftskunde und Mathematik, zuletzt als Oberstudienrat, am Gymnasium am Deutenberg in Villingen-Schwenningen tätig.

### Partei
Burgbacher trat 1965 den Jungdemokraten, der damaligen Jugendorganisation der FDP, bei. Er ist seit 1969 Mitglied der FDP. Von 1989 bis 2009 war er Vorsitzender des FDP-Kreisverbandes Tuttlingen und von 1992 bis 2012 Vorsitzender des FDP-Bezirksverbandes Südbaden. Von 1993 bis 2011 gehörte er außerdem dem Landesvorstand der FDP in Baden-Württemberg und von 2003 bis 2013 dem FDP-Bundesvorstand an. Von 2004 bis 2011 war er stellvertretender Landesvorsitzender der FDP in Baden-Württemberg.

### Öffentliche Ämter
Von 1996 bis 2006 war Burgbacher Mitglied im Kreistag des Landkreises Tuttlingen.
Von 1998 bis 2013 war Burgbacher Mitglied des Deutschen Bundestages. Von 1998 bis 2009 war er tourismuspolitischer Sprecher der FDP-Bundestagsfraktion, zeitweise war er Mitglied im Bildungs-, Innen- und Wirtschaftsausschuss des Deutschen Bundestags. Unter den Fraktionsvorsitzenden Wolfgang Gerhardt und Guido Westerwelle war Burgbacher von 2002 bis 2009 Parlamentarischer Geschäftsführer der FDP-Bundestagsfraktion. Zugleich war Burgbacher neben diesem Amt Mitglied im Ältestenrat sowie in der Bau- und Raumkommission sowie der Kunstkommission des Deutschen Bundestags.
In der Kommission zur Modernisierung der bundesstaatlichen Ordnung (KoMbO – Föderalismuskommission I) war Burgbacher ordentliches Mitglied und Obmann sowie von 2002 bis 2007 auch Sprecher für Föderalismus der FDP-Bundestagsfraktion. In der Kommission zur Modernisierung der Bund-Länder-Finanzbeziehungen (FödKo – Föderalismuskommission II) war Burgbacher von 2007 bis 2009 Obmann der FDP-Fraktion und stellvertretender Vorsitzender der Kommission.
Von 2009 bis 2013 war Burgbacher Parlamentarischer Staatssekretär beim Bundesminister für Wirtschaft und Technologie sowie Beauftragter der Bundesregierung für Mittelstand und Tourismus.

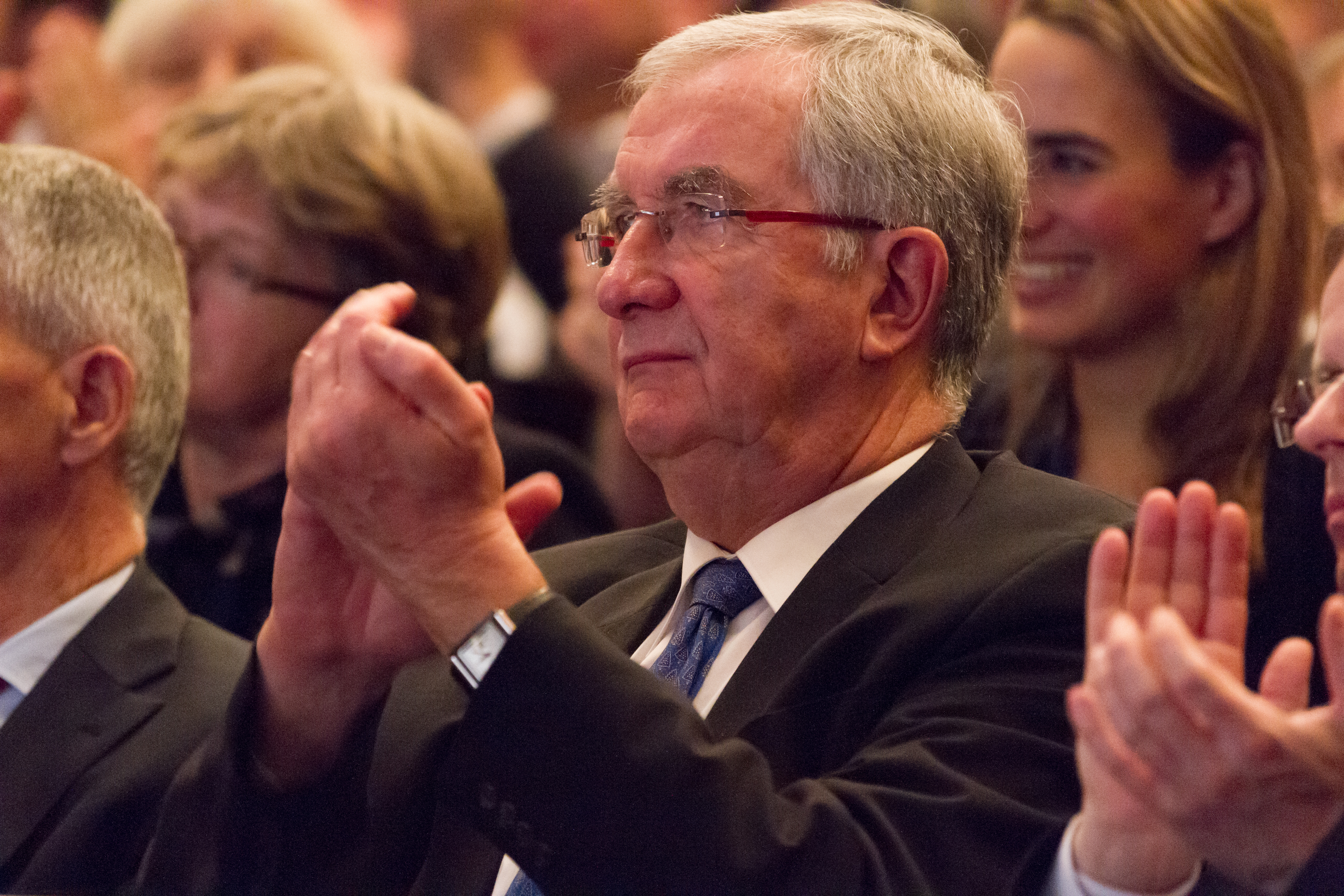
Ernst Burgbacher auf dem Dreikönigstreffen 2015

Von 1998 bis 2019 war Burgbacher zudem Präsident der Bundesvereinigung Deutscher Orchesterverbände (BDO), der Dachorganisation der instrumentalen Laienmusik in Deutschland, und in dieser Eigenschaft kraft seines Amtes auch alternierend Präsident oder Vizepräsident der Bundesvereinigung Deutscher Chor- und Orchesterverbände (BDCO). Nach der Fusion mit der Bundesvereinigung Deutscher Chorverbände zum Bundesmusikverband Chor & Orchester e. V. (BMCO) trat Burgbacher nach 20-jährigem Engagement nicht mehr zur Wahl des Präsidenten an. Er wurde in der Gründungsversammlung des neuen Dachverbands auf Grund seiner Verdienste zum Ehrenmitglied ernannt.
Von 2013 bis 2017 war er Vizepräsident für Finanzen des Deutschen Leichtathletik-Verbandes (DLV).
Ernst Burgbacher ist stets über die Landesliste der FDP Baden-Württemberg in den Bundestag eingezogen.
Die FDP erreichte in seinem Bundestagswahlkreis Rottweil – Tuttlingen mit 21,9 % der Zweitstimmen das bundesweit beste Ergebnis bei der Bundestagswahl am 27. September 2009.
Zur Bundestagswahl 2013 trat Burgbacher nicht wieder an.

### Privates
Ernst Burgbacher ist seit 1979 verheiratet und hat zwei Kinder.

## Politische Positionen
Burgbacher setzte durch, dass die braunfarbenen touristischen Hinweistafeln entlang der Autobahnen durch eine Gesetzesänderung in geringeren Abständen als bisher aufgestellt werden dürfen.
Ferner hat er sich dafür eingesetzt und dadurch mit dazu beitragen können, dass die sogenannte Trinkgeldbesteuerung aufgehoben wurde. Darüber hinaus setzte er sich als Mitglied der Föderalismuskommission für die grundgesetzliche Verankerung eines Verschuldungsverbotes für Bund und Länder ein.